# Espectroscopia Raman amplificada por superfície
Espectroscopia Raman amplificada por superfície, ou dispersão Raman amplificada por superfície, frequentemente abreviada na literatura por SERS (do inglês Surface enhanced Raman spectroscopy), é uma técnica sensitiva de superfície que resulta na ampliação da dispersão Raman por absorção de moléculas sobre superfícies. O fator de amplificação pode ser da ordem de 1014-1015, o que permite que a técnica seja suficientemente sensível para detectar moléculas isoladas.